# Конец (остановочный пункт)
Коне́ц — остановочный пункт (бывший разъезд) на железнодорожной линии Смоленск — Сухиничи. Предназначен для остановки пригородных поездов. Расположен в нежилой деревне Конец Смоленской области. В 1,5 км северо-восточнее находится деревня Красильщино.

## Маршруты пригородного сообщения[2]
- Смоленск-Центральный — Ельня (2 пары)